# Julián Rodríguez Santiago
Julián Rodríguez Santiago (Valladolid, provincia de Valladolid, Castilla y León, España, 8 de febrero de 1965) es un exárbitro de fútbol español. Perteneció a los comités Castellano-Leonés y Extremeño. Arbitró 11 temporadas en Primera División de España, además de ser 7 años internacional.

## Trayectoria
Rodríguez Santiago se inició en el arbitraje en 1980, y pitó en el comité extremeño, donde consiguió los ascensos a Segunda B y a Segunda División. En la temporada 1997/98 pasó al comité castellano-leonés con el que consiguió el ascenso a Primera División esa misma temporada. Debutó en Primera División de España el 12 de septiembre de 1998 en el encuentro entre el F. C. Barcelona y el C. F. Extremadura (1-0). El 1 de enero de 2001 estrenó escarapela FIFA la cual portó hasta el 31 de diciembre de 2008. En la temporada 2006/07 consiguió uno de sus mayores logros deportivos al arbitrar la final de Copa del Rey en el estadio Santiago Bernabéu, entre el Sevilla F. C. y el Getafe C.F. (1-0).
Al término de la temporada 2008/09 el Comité Técnico de Árbitros hizo pública la clasificación final de los árbitros en la que descendió Rodríguez Santiago, pese a que podía continuar arbitrando en Primera una temporada más, por edad. Pese al descenso, se vio obligado a retirarse, al no poder continuar arbitrando en Segunda División al exigirse en esta categoría una edad menor. Su último partido fue el 31 de mayo de 2009 entre el R.C.D. Español y el Málaga C.F. (3-0), encuentro que también significó la despedida del equipo local en el Lluís Companys. Rodríguez Santiago posee un despacho de abogados en Medina del Campo y es abonado del Club Balonmano Valladolid.
Tras finalizar su carrera como árbitro profesional ha dado el salto a la política municipal de la mano del PSOE en el Ayuntamiento de Medina del Campo (Valladolid), donde ocupa la concejalía de Personal.

## Controversias
El 19 de diciembre del 2005 durante un partido de Champions League entre el Olympique de Marsella y el Dinamo de Bucarest, el Olympique necesitaba ganar para pasar a cctavos de final. El árbitro Julián Rodríguez anuló un gol del Dinamo pitando el final del partido cuando el balón se encontraba en el aire.
El 9 de junio de 2007 en el derbi barcelonés entre F.C Barcelona y R.C.D Espanyol le concedió al primer equipo un gol del futbolista Lionel Messi cuando claramente lo había marcado con la mano. El partido terminó 2-2.

## Premios
- Silbato de Oro de Primera División (1): 2003